# Dobilas Kurtinaitis
Dobilas Kurtinaitis (* 6. Juli 1958 in Švitrūnai, Rajongemeinde Vilkaviškis) ist ein litauischer Politiker.

## Leben
Nach dem Abitur 1976 an der Mittelschule Kybartai absolvierte er 1981 das Diplomstudium an der Fakultät für Wirtschaftskybernetik und Finanzen der Vilniaus universitetas und 2003 das Masterstudium des Rechts an der Mykolo Riomerio universitetas.
Von 1981 bis 1983 leistete er den Sowjetarmeedienst. Von 1983 bis 1990 leitete er Wirtschaftslabor von Bautrest Alytus.
Von 1990 bis 1995 war er Vorsitzender des Deputatenrats  Alytus und von 1995 bis 2000 Bürgermeister von Alytus.
Seit 1995 ist er Mitglied der Tėvynės sąjunga - Lietuvos krikščionys demokratai.
Kurtinaitis ist verheiratet und hat mit seiner Frau Valė zwei Töchter.